# Ligefordeling
Ligefordeling (eller rektangulær fordeling, uniform fordeling) er en sandsynlighedsfordeling, hvor alle udfald har lige stor sandsynlighed.
Der findes diskret og kontinuert ligefordeling. For den diskrete ligefordeling kan udfald være enten en mængde (f.eks. {spar es,hjerter dame, klør 2}) eller heltallene inden for et eller flere intervaller (f.eks. 1,2,3,4,5,6). For den kontinuerte ligefordeling kan udfald være alle reelle tal i et eller flere intervaller (f.eks. de reelle tal i intervallet 0 til 10).
Et eksempel på en diskret ligefordelt stokastisk variabel er en ærlig 6 sidet terning, der har lige stor sandsynlighed for at lande på alle sider. Her er sandsynligheden for at lande på en side 1/6. Et andet eksempel er kulør og værdi for trækning af spillekort fra et spil kort, hvor det trukne kort lægges tilbage efter trækning og blandes med de andre kort.

## Diskret ligefordeling
Den diskrete ligefordeling kan være for heltal eller en mængde. Generelt er sandsynligheden for hvert udfald lig 1 divideret med antallet af mulige udfald. For en ikke numerisk mængde (som {spar es,hjerter dame, klør 2}) kan man ikke regne middelværdi og andre statiske mål.

### Diskret ligefordeling for intervallet [a;b]
En diskret ligefordeling på intervallet [a;b] (hvor {\displaystyle a,b\in \mathbb {Z} } og {\displaystyle \ a<b}) antager hver af værdierne {\displaystyle {a,a+1,\dots ,b}} med sandsynlighed:
{\displaystyle P(X=x)={\frac {1}{b-a+1}}{\mbox{ for }}x\in {a,a+1,\dots ,b}}
Alle andre udfald har sandsynlighed 0. Fordelingsfunktionen er en stykvis konstant funktion:
{\displaystyle P(X\leq x)=F(x)=\left\{{\begin{matrix}0&{\mbox{for }}x<a\\{\frac {\lfloor x\rfloor -a+1}{b-a+1}}&{\mbox{for }}a\leq x\leq b\\1&{\mbox{for }}x>b\end{matrix}}\right.}
Bemærk, at {\displaystyle \lfloor x\rfloor } angiver værdien af x rundet ned til nærmeste heltal.
Forventningsværdien og variansen er:
{\displaystyle E(X)={\frac {a+b}{2}}\quad V(X)={\frac {(b-a+1)^{2}-1}{12}}}

## Kontinuert ligefordeling
Den kontinuerte ligefordeling bruges oftest for et enkelt interval [a;b], men kan bruges for et vilkårligt antal intervaller. Hvis andet ikke nævnes, antages det, at intervallet er [0;1]. Som med alle andre kontinuerte sandsynlighedsfordelinger er sandsynligheden for et specifikt udfald lig nul. Sandsynligheden for et delinterval er lig længden af intervallet divideret med den samlede længde af alle intervaller.

### Kontinuert ligefordeling for intervallet [a;b]
En kontinuert ligefordeling på intervallet [a;b] (hvor {\displaystyle a,b\in \mathbb {R} } og {\displaystyle \ a<b}) har tæthedsfunktionen:
{\displaystyle f(x)=\left\{{\begin{matrix}{\frac {1}{b-a}}&{\mbox{for }}x\in [a;b]\\0&{\mbox{for }}x\not \in [a;b]\end{matrix}}\right.}
Fordelingsfunktionen er:
{\displaystyle P(X\leq x)=F(x)=\left\{{\begin{matrix}0&{\mbox{for }}x<a\\{\frac {x-a}{b-a}}&{\mbox{for }}a\leq x\leq b\\1&{\mbox{for }}x>b\end{matrix}}\right.}
Forventningsværdien og variansen er:
{\displaystyle E(X)={\frac {a+b}{2}}\quad V(X)={\frac {(b-a)^{2}}{12}}}

### Transformation til andre fordelinger
Den kontinuerte ligefordeling mellem 0 og 1 udgør i mange tilfælde basis inden for generering af pseudo-tilfældige tal på en computer. For at kunne lave tilfældige tal fra andre fordelinger, transformerer man tallene fra den kontinuerte ligefordeling.
Givet at X er et tilfældigt tal fra en kontinuert ligefordeling mellem 0 og 1 kan man for eksempel få følgende fordelinger:
Et diskret ligefordelt tal mellem a og b:
{\displaystyle L=a+\lfloor X\cdot (b-a)\rfloor }
Et eksponentiel fordelt tal med middelværdi {\displaystyle 1/\lambda }:
{\displaystyle E=-{\frac {1}{\lambda }}\ln(X)}
For at denne transformation er gyldig, må X aldrig antage værdien 0, da den naturlige logaritme ikke er defineret for 0. Dette er tilfældet i de fleste pseudo-tilfældig talgenerator til computer.
Det er også muligt at transformere til andre fordelinger, for eksempel normalfordelingen.